# La Nueva Esperanza II
La Nueva Esperanza II es una localidad del estado mexicano de Jalisco. Es parte del municipio de Tlajomulco de Zúñiga.

## Demografía
| Censo | Población |
| ----- | --------- |
| 2010  | 22        |
| 2020  | 23 735    |